# 王素珍
王素珍（1940年—），女，四川重庆（一作江苏盐城）人，中国跳伞运动员，运动健将，曾任第三届全国人大代表。